# Стюартсвілл (Нью-Джерсі)
Стюартсвілл (англ. Stewartsville) — переписна місцевість (CDP) в США, в окрузі Воррен штату Нью-Джерсі. Населення — 636 осіб (2020).

## Географія
Стюартсвілл розташований за координатами 40°41′38″ пн. ш. 75°6′41″ зх. д. / 40.69389° пн. ш. 75.11139° зх. д. (40.693943, -75.111442).  За даними Бюро перепису населення США в 2010 році переписна місцевість мала площу 0,33 км², уся площа — суходіл.

## Демографія
Згідно з переписом 2010 року, у переписній місцевості мешкало 349 осіб у 134 домогосподарствах у складі 96 родин. Густота населення становила 1048 осіб/км².  Було 144 помешкання (432/км²).
Расовий склад населення:
| - 94,0 % — білих - 4,6 % — чорних або афроамериканців - 0,6 % — азіатів |

До двох чи більше рас належало 0,9 %. Частка іспаномовних становила 6,3 % від усіх жителів.
За віковим діапазоном населення розподілялося таким чином: 26,4 % — особи молодші 18 років, 61,6 % — особи у віці 18—64 років, 12,0 % — особи у віці 65 років та старші. Медіана віку мешканця становила 40,3 року. На 100 осіб жіночої статі у переписній місцевості припадало 97,2 чоловіків;  на 100 жінок у віці від 18 років та старших — 90,4 чоловіків також старших 18 років.
Середній дохід на одне домашнє господарство  становив 52 950 доларів США (медіана — 41 600), а середній дохід на одну сім'ю — 52 466 доларів (медіана — 40 800). 
Цивільне працевлаштоване населення становило 122 особи. Основні галузі зайнятості: транспорт — 32,0 %, роздрібна торгівля — 26,2 %, мистецтво, розваги та відпочинок — 22,1 %.